# Jurij Sjeljabusjskij
Jurij Andrejevitj Sjeljabusjskij (russisk: Юрий Андреевич Желябужский) (født 24. december 1888 i Tbilisi i det Russiske Kejserrige, død 24. oktober 1955 i Moskva i Sovjetunionen) var en russisk filminstruktør og manuskriptforfatter.

## Filmografi
- Brownie-agitator (Домовой-агитатор, 1920)
- Cigaret fra Mosselprom (Папиросница от Моссельпрома, 1925)[1][2]